# Buddleja cestriflora
Buddleja cestriflora là một loài thực vật có hoa trong họ Huyền sâm. Loài này được Cham. mô tả khoa học đầu tiên năm 1833.